# Herman (Minnesota)
Herman es una ciudad ubicada en el condado de Grant en el estado estadounidense de Minnesota. En el Censo de 2010 tenía una población de 437 habitantes y una densidad poblacional de 157,1 personas por km².

## Geografía
Herman se encuentra ubicada en las coordenadas 45°48′37″N 96°8′27″O / 45.81028, -96.14083. Según la Oficina del Censo de los Estados Unidos, Herman tiene una superficie total de 2.78 km², de la cual 2.78 km² corresponden a tierra firme y (0%) 0 km² es agua.

## Demografía
Según el censo de 2010, había 437 personas residiendo en Herman. La densidad de población era de 157,1 hab./km². De los 437 habitantes, Herman estaba compuesto por el 98.4% blancos, el 0.46% eran afroamericanos, el 0% eran amerindios, el 0.23% eran asiáticos, el 0% eran isleños del Pacífico, el 0% eran de otras razas y el 0.92% pertenecían a dos o más razas. Del total de la población el 0.46% eran hispanos o latinos de cualquier raza.